# Franz Theodor Csokor
Franz Theodor Csokor (n. 6 septembrie 1885 – d. 5 ianuarie 1969) a fost un dramaturg, poet și prozator austriac.
În plan social, a fost luptător antifascist.
În perioada 1938 - 1946, emigrează în Polonia, România, Iugoslavia.
A fost unul dintre reprezentanții de seamă ai teatrului expresionist vienez.

## Opera

### Teatru
- 1915: Marea luptă ("Der große Kampf");
- 1918: Strada roșie ("Die rote Straße");
- 1918: Păcatul împotriva spiritului ("Die Sünde wider den Geist");
- 1929: Societatea drepturilor omului ("Gesellschaft der Menschenrechte");
- 1930: Zonă ocupată ("Besetztes Gebiet");
- 1936: 3 noiembrie 1918 ("3. November 1918");
- 1939: Generalul domnului ("Gottes General");
- 1943: Fiul pierdut ("Der verlorene Sohn");
- 1954: Văduva lui Cezar ("Cäsars Witwe");
- 1954: Pilat ("Pilatus");
- 1966: Visul milenar ("Der tausendjährige Traum");
- 1969: Alexandru ("Alexander").

### Poezie
- 1917: Pumnalul și rana ("Der Dolch und die Wunde");
- 1945: Corabia neagră ("Das schwarze Schiff");
- 1952: Mereu suntem la început ("Immer ist Anfang").

### Proză
- 1937: Peste prag ("Über die Schwelle");
- 1955: Cheia spre abis ("Der Schlüssel zum Abgrund");
- 1965: Câteva lopeți de pământ ("Ein paar Schaufeln Erde").

### Autobiografie
- 1940: Civil în războiul polonez ("Als Zivilist im polnischen Krieg");
- 1947: Civil în războiul din Balcani ("Als Zivilist im Balkankrieg");
- 1955: Pe străzi străine ("Auf fremden Straßen");
- 1955: Mărturie a timpului: Scrisori din exil 1933 – 1950 ("Zeuge einer Zeit: Briefe aus dem Exil 1933 – 1950").